# Estrada nacional 37 (Suécia)

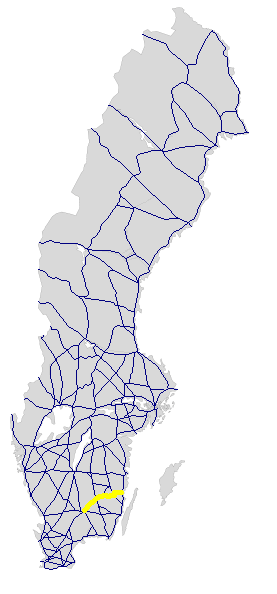

A Riksväg 37 é uma Estrada Nacional sueca com uma extensão de 122 km.
Liga Växjö a Oskarshamn, passando por Högsby.